# NRG Energy
NRG Energy, Inc. es una compañía de energía estadounidense, con sede en Princeton, Nueva Jersey y Houston, Texas . Anteriormente, era el brazo mayorista de Northern States Power Company (NSP), que se convirtió en Xcel Energy, pero se independizó en 2000. NRG Energy está involucrada en la generación de energía y electricidad al por menor. Su portafolio incluye generación nuclear, generación de carbón, generación eólica, generación a escala de servicios públicos, generación solar distribuida y generación de petróleo. NRG atiende a 2,9 millones de clientes minoristas en Texas, Connecticut, Delaware, Illinois, Maryland, Massachusetts, Nueva Jersey, Nueva York, Pensilvania, Ohio y el Distrito de Columbia.
NRG Energy ha adquirido otras once empresas energéticas, tanto de generación como minoristas, que incluyen Reliant Energy, XOOM Energy, Green Mountain Energy, y Cirro Energy. A partir de 2018, generaron 23,000 MW de energía de 40 plantas de energía en todo el país. Incorporan una gama de canales de ventas para clientes minoristas, incluidos centros de atención telefónica, ventas directas, sitios web, corredores y tiendas físicas. Sus servicios de generación mayorista incluyen operaciones de planta, operaciones comerciales, servicios de energía, servicios de generación distribuida y servicios de energía, adquisiciones y construcción (EPC).

## Adquisiciones
Cuando el estado de Texas desreguló el mercado de electricidad, Houston Industries, la empresa matriz de Houston Lighting &amp; Power (HL&P) se disolvió. En 2003, Houston Industries se dividió en tres empresas. Las centrales eléctricas fueron a Texas Genco, CenterPoint Energy se hizo cargo del sistema de distribución y el negocio minorista y mayorista de electricidad se convirtió en Reliant Energy .
En 2006, NRG Energy compró Texas Genco a un grupo de firmas de capital privado por aproximadamente $ 5,9 mil millones. Posteriormente, en mayo de 2009, NRG Energy adquirió las operaciones minoristas de Reliant Energy . Con esos dos movimientos, las participaciones de NRG representaron la mayor parte del anterior HL&P y hoy atienden a 1.6 millones de clientes en Texas. Las operaciones minoristas continúan operando bajo el nombre de Reliant Energy, mientras que las operaciones mayoristas de Reliant se convirtieron en RRI Energy . 
Tras la adquisición de Reliant, NRG amplió su presencia minorista con la adquisición de Green Mountain Energy en noviembre de 2010. Al hacerlo, NRG también se convirtió en el mayor minorista de energía ecológica de la nación, y proporcionó a todos sus clientes de Green Mountain y muchos de sus clientes de Reliant la energía derivada de recursos 100% renovables.
NRG Energy completó su adquisición de GenOn Energy en diciembre de 2012 por $ 1.7 mil millones en acciones y efectivo. El nombre de GenOn se retiró en la fusión, pero la compañía combinada retuvo la sede de GenOn en Houston para coordinar las operaciones. Esa compañía, a su vez, se formó a partir de la fusión de RRI Energy y Mirant Corporation en 2010. 
En agosto de 2013, NRG adquirió Energy Curtailment Specialists, una compañía de respuesta a la demanda con sede en Buffalo, Nueva York. Los términos del acuerdo no fueron revelados.

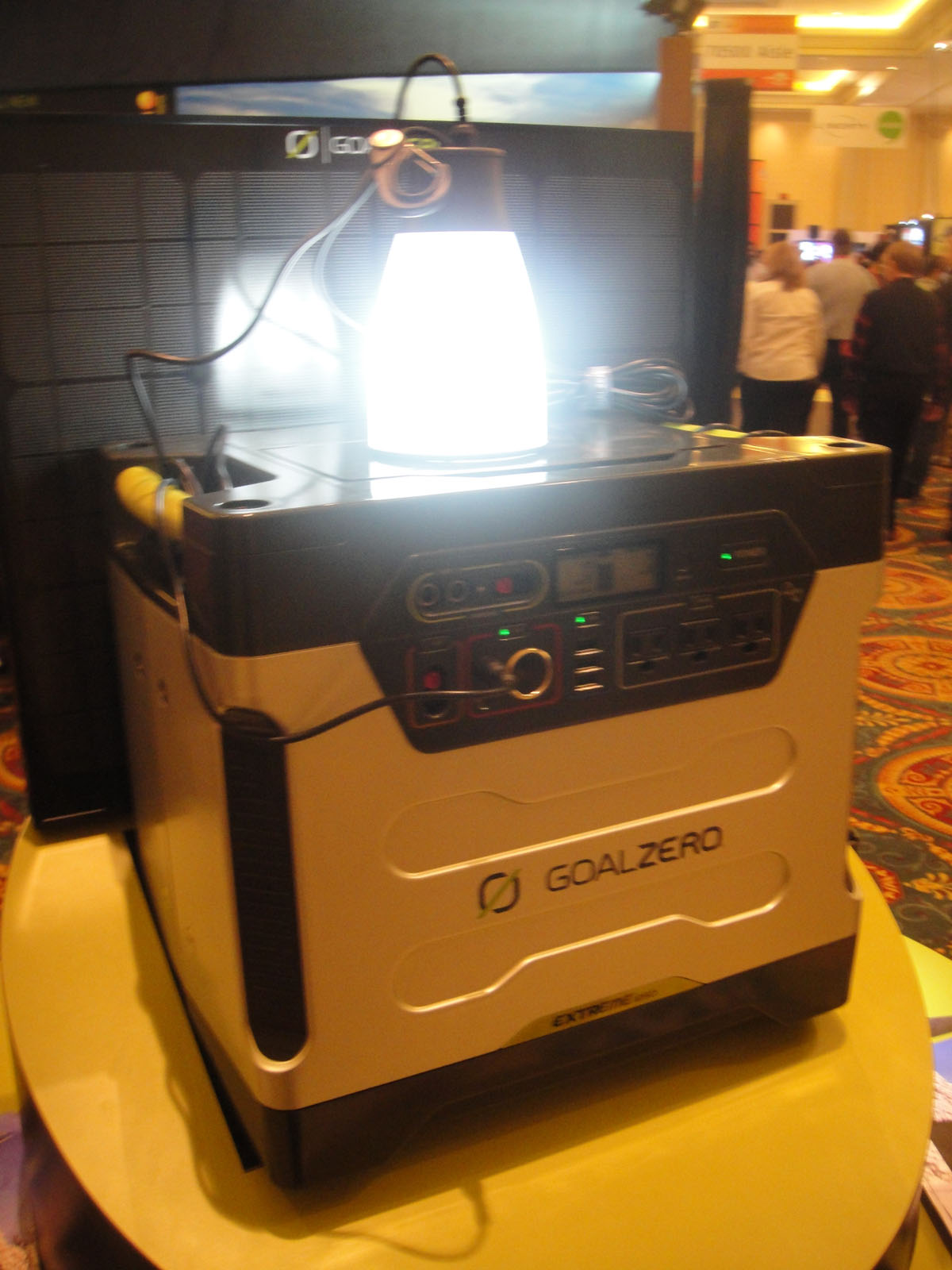
Una batería Goal Zero, lámpara y panel solar.

En septiembre de 2014, NRG adquirió Goal Zero, un fabricante de productos personales de energía solar.
En marzo de 2018, NRG adquirió Xoom Energy, un proveedor de energía minorista, principalmente enfocado en el sector residencial, con 300,000 clientes de RCE. El precio de venta fue de $ 210 millones. 

### Los derechos del nombre
NRG Energy tiene los derechos de nombre del campus de NRG Park (anteriormente Reliant Park) en Houston, Texas, sede del NRG Astrodome, NRG Stadium, NRG Arena y NRG Center . NRG Energy también posee los derechos de nombre para una estación NRG (anteriormente AT&T Station), una estación de tránsito rápido en Filadelfia, Pensilvania .

## Generación mayorista
Después de la fusión de GenOn, NRG tiene una capacidad de generación total de 47,000 MW, suficiente para alimentar aproximadamente 40 millones de hogares. Sus cerca de 100 centrales eléctricas están ubicadas en 18 estados en el noreste, el área de Chicago, la costa del Golfo, el suroeste, Nevada y California. Las instalaciones de generación incluyen principalmente plantas de energía de combustibles fósiles que funcionan con gas natural, petróleo y carbón; más cuatro parques eólicos (en Texas) y seis parques solares (en California, Arizona y Nuevo México). NRG también tiene una participación del 44% en la Estación de Generación Nuclear del Sur de Texas y una participación del 37,5% en una central de carbón en Gladstone, Queensland, Australia. Algunas instalaciones utilizan cogeneración y la empresa también posee 28   MW de generación solar distribuida .

## Electricidad al por menor
Los servicios de Retail Power de NRG brindan servicios de electricidad a más de 2 millones de hogares y empresas, principalmente en Texas y el noreste.

## Iniciativas de energía verde

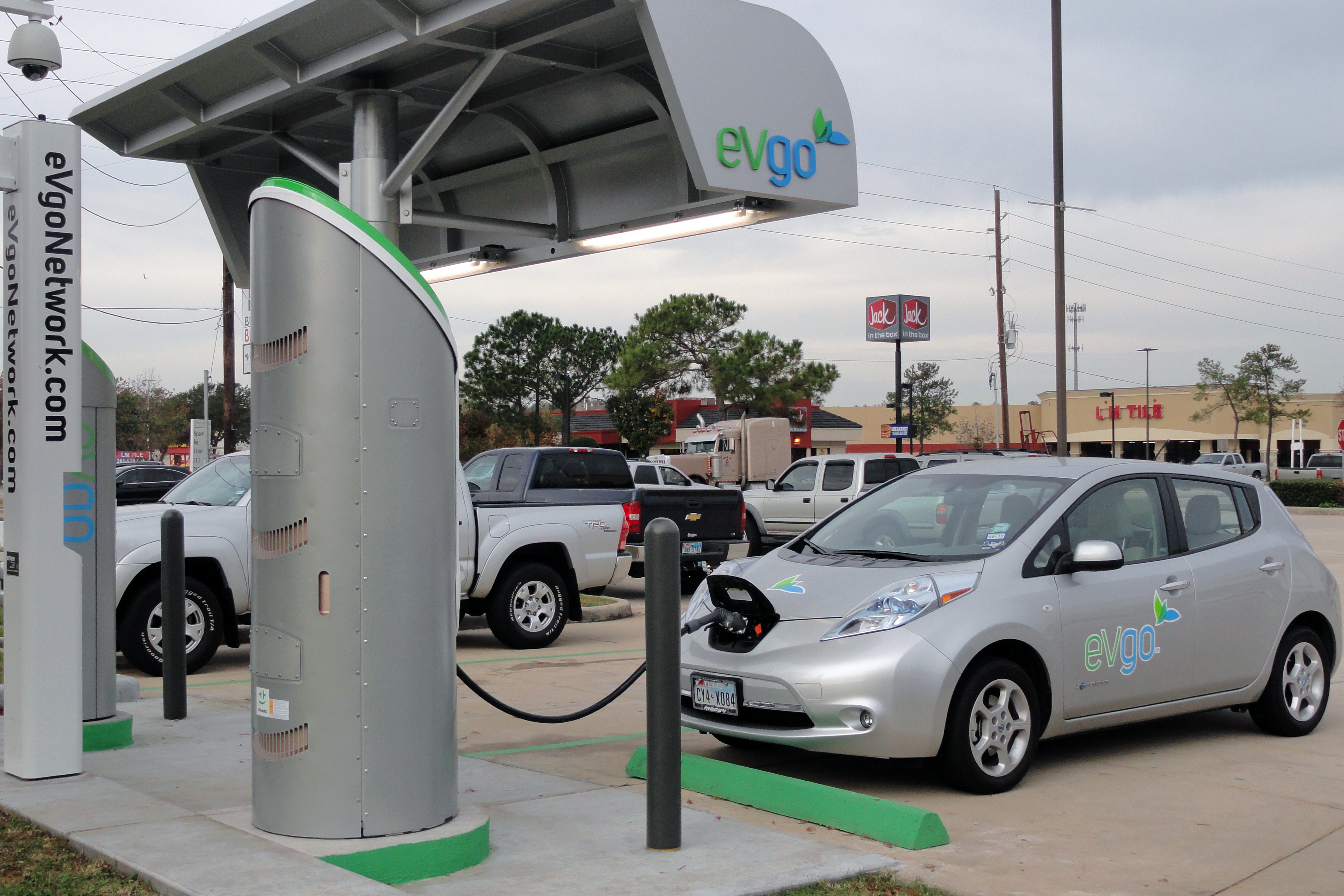
Nissan LEAF recarga de una estación de carga de red EVgo en Houston, Texas

A partir de 2009, NRG comenzó una iniciativa para convertirse en un productor de energía verde en los Estados Unidos y comenzó a invertir dinero en proyectos de energía limpia . Incluyen la energía eólica terrestre y marítima, la energía solar térmica, fotovoltaica y las instalaciones de energía solar distribuida, y la repotenciación de algunas de sus centrales de carbón tradicionales con biomasa . A finales de 2010, NRG lanzó la red "EVgo", la primera red pública privada de estaciones de carga de automóviles para vehículos eléctricos.
La asambleísta del estado de Nueva York, Aravella Simotas, fue presidenta de una coalición para apoyar a la empresa de servicios públicos en su plan para reemplazar su planta de energía en Astoria con un generador más nuevo. La compañía manifestó su intención en 2012 de reemplazar 31 generadores de petróleo antiguos por nuevos generadores de gas que aumentarán los megavatios de energía y reducirán las emisiones. A partir de 2018, de las 19 instalaciones de Astoria enumeradas en el Libro de Oro NYISO 2018 como propiedad de NRG, 7 de las instalaciones están en la lista desactivada (con un total de 140 MW de derechos de capacidad) y 12 de las instalaciones (en un total de 558 MW de capacidad en la placa de identificación) cada uno ha producido de forma consistente menos de 15 GWh al año desde 2011. Esto equivale a funcionar a plena capacidad durante menos del 4% del año. Estas 12 unidades aún recolectan ingresos anuales del mercado de capacidad de NYISO para no producir energía. Por ejemplo, a las 6.40 ($ / kW - Mes), las 12 instalaciones listadas activamente producirían un ingreso anual del mercado de capacidad de $ 42.8 millones para NRG. No está claro si las 7 unidades desactivadas aún recaudan ingresos del mercado de capacidad. En julio de 2017, NRG presentó una solicitud ante la Comisión de Servicios Públicos del Estado de Nueva York para evitar los procedimientos de ubicación del Artículo 10 para un proyecto de reemplazo de turbina propuesto que representaría una capacidad total propuesta de 579 MW. Las actualizaciones de turbinas que figuran en la presentación son nuevas turbinas de ciclo simple. La presentación indica que, dado que la capacidad propuesta no es 25 MW mayor que la instalación existente, no se requiere la regulación del Artículo 10. A partir de noviembre de 2018, el NYSPSC no ha emitido ninguna resolución.